# Кика (головной убор)

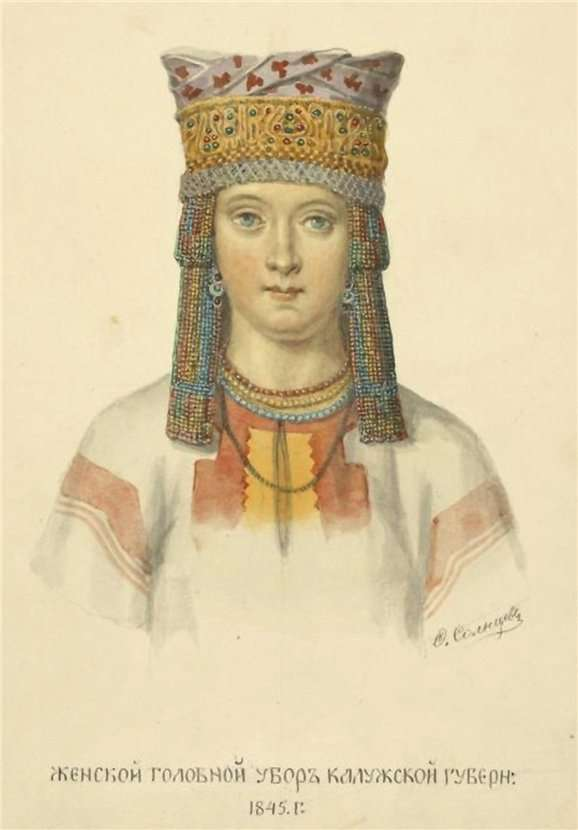
Женский головной убор Калужской губернии. 1845

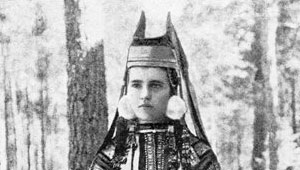
Кичка с рогами. Скопинский уезд Рязанской губернии. 1900-е

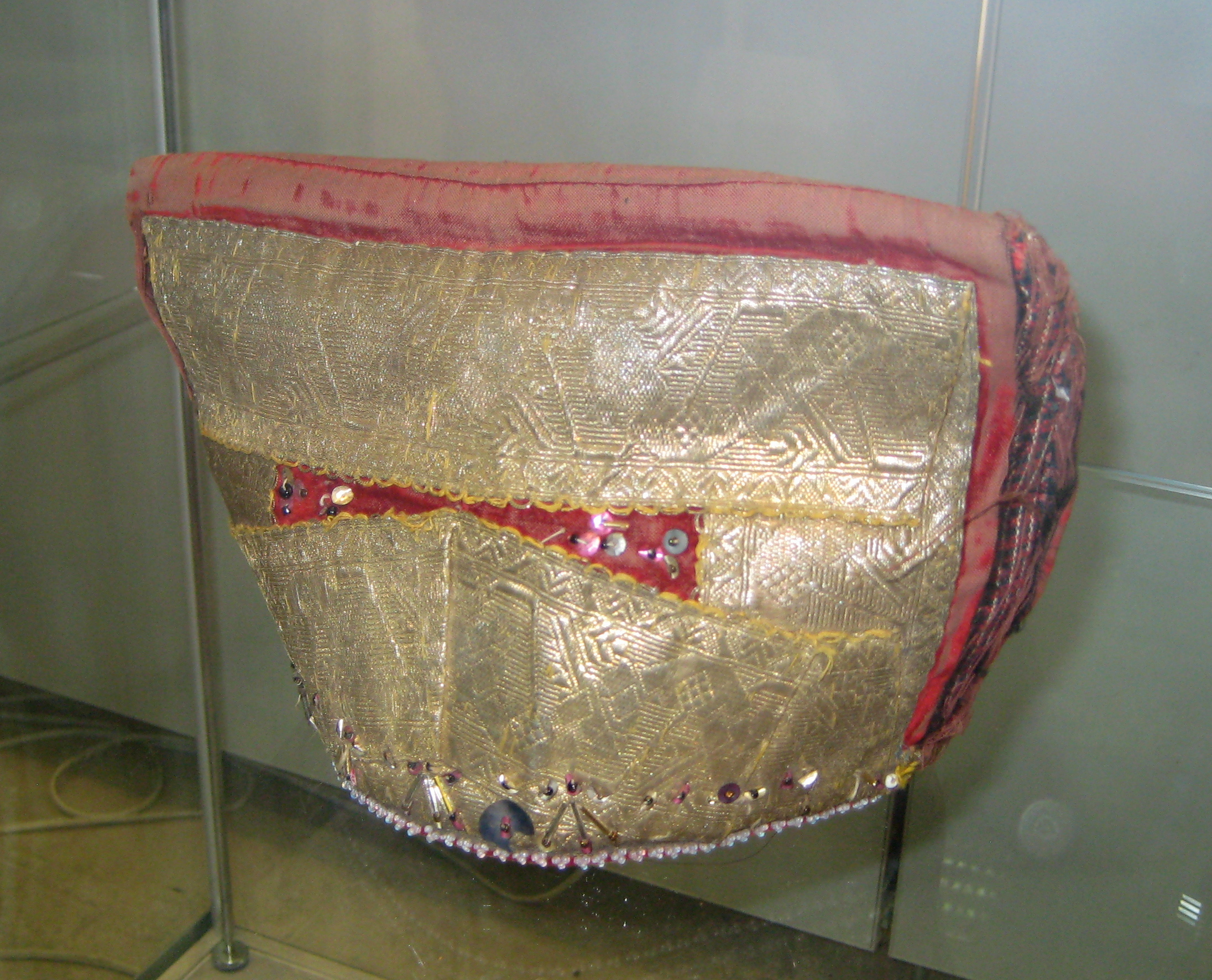
Лопатообразная кичка. Рязанская область, XIX век.

Ки́ка (кичка, сорока, рога, колотовка, шамшура, увязка, шеломок) — древнерусский женский головной убор с рогами, род повойника (сорока — без рогов, кокошник — с высоким передом).

## Внешний вид
Кика представляла собой открытую корону, украшенную жемчугом, бисером и другими драгоценными камнями. Собственно непосредственно кикой назывался не только весь убор, но и его нижняя часть, которая изготавливалась из проклеенного холста. Так как эта часть прикрывала волосы, то другим его наименованием было волосник. Передней части убора с помощью вставок из твёрдых материалов, например, бересты, придавалась форма рогов, копытца или лопатки. Сзади надевался бисерный позатыльник, а сверху — нарядная сорока.

## Традиции ношения
Впервые «чело кичное» упоминается в документе 1328 года. Рогатые кики носились ещё в древности, их особенная форма была связана с существующими в то время поверьями. Позже кика стала атрибутом наряда новобрачной и замужней женщины, так как она, в отличие от девичьего «венца», полностью скрывала волосы. В связи с этим кика стала именоваться «короной замужества». Кики носили преимущественно в Тульской, Рязанской, Калужской, Орловской и других южных губерниях. В XIX веке ношение кики стало преследоваться православным духовенством — от крестьянок требовали ношение кокошника. В связи с этим к началу XX века этот головной убор почти повсеместно сменился повойником или платком, лишь изредка кику можно было встретить в южных областях России. В Воронежской области кичка сохранялась как свадебный наряд до 1950-х годов.